# Jan Pietraszko
Jan Pietraszko (ur. 7 sierpnia 1911 w Buczkowicach, zm. 2 marca 1988 w Krakowie) – polski duchowny rzymskokatolicki, biskup pomocniczy krakowski w latach 1963–1988. Czcigodny Sługa Boży Kościoła katolickiego.

## Życiorys
Ochrzczony 13 sierpnia 1911 roku w kościele Przemienienia Pańskiego w Buczkowicach przez pierwszego proboszcza parafii ks. Andrzeja Lenarta. Szkołę podstawową ukończył w Buczkowicach, a następnie kształcił się w polskim gimnazjum męskim im. Adama Asnyka w Białej Krakowskiej (obecnie Bielsko-Biała). Podczas formacji seminaryjnej studiował na Wydziale Teologicznym UJ. W 1936 ukończył Wyższe Seminarium Duchowne Archidiecezji Krakowskiej i 5 kwietnia w bazylice oo. Franciszkanów w Krakowie przyjął święcenia kapłańskie z rąk abpa Adama Stefana Sapiehy.
W latach 1936–1938 i 1939–1942 był wikariuszem w Rabce. W latach 1938–1939 i 1943–1944 sprawował funkcję kapelana kardynała Adama Stefana Sapiehy.
W latach 1944–1946 był wikariuszem w Zakopanem, następny rok spędził w parafii św. Szczepana w Krakowie. Do 1957 sprawował funkcję prefekta Metropolitalnego Seminarium Duchownego w Krakowie, a od 1948 pracował jako duszpasterz i kapelan akademicki w kościele św. Anny, obejmując tam w 1957 funkcję proboszcza i sprawując ten urząd do 1984. Jest twórcą powojennego duszpasterstwa akademickiego w Krakowie. Opiekun i mecenas krakowskich studentów.
Biskupem pomocniczym archidiecezji krakowskiej i biskupem tytularnym Turrisblandy został mianowany 23 listopada 1962. Sakry biskupiej udzielił mu kardynał Stefan Wyszyński, prymas Polski, w asyście biskupów Karola Wojtyły i Juliana Groblickiego 15 kwietnia 1963 w archikatedrze wawelskiej. Został mianowany wikariuszem generalnym odpowiedzialnym za sprawy personalne duchowieństwa.
Znany był jako kaznodzieja i spowiednik, kapelan harcerzy. Był spowiednikiem i mentorem m.in. ks. prof. J. Tischnera, oraz bliskim współpracownikiem i przyjacielem kard. Karola Wojtyły. Od 1964 przewodniczył Archidiecezjalnej Komisji do spraw Architektury i Sztuki Kościelnej. Jako wikariusz generalny biskupa krakowskiego wielokrotnie reprezentował metropolitę w kontaktach z władzami PRL-u. Autor publikacji homiletycznych: Rozważania (1961 i 1964), Spotkania (1967), Medytacje w drodze (1977 i 1983).
Uczestniczył w III i IV sesji soboru watykańskiego II.
Pochowany został w kolegiacie św. Anny pod ołtarzem Podwyższenia Krzyża.
W 1994 z polecenia papieża Jana Pawła II kardynał Franciszek Macharski rozpoczął jego proces beatyfikacyjny. Postulatorem procesu został Stanisław Ryłko, przewodniczący Papieskiej Rady ds. Świeckich, uczeń i współpracownik biskupa Jana Pietraszki. 22 grudnia 2018 papież Franciszek upoważnił Kongregację Spraw Kanonizacyjnych do promulgowania dekretu dotyczącego heroiczności jego cnót.